# 貝特基夫
贝特基夫（羅馬化：Bytkiv）是烏克蘭的市級鎮，位於該國西部伊萬諾-弗蘭科夫斯克州，始建於1390年，面積31.71平方公里，2011年人口4,302，人口密度每平方公里135.7人。